# Johann Baptist Jakob Raunacher
 (novembre 2018).
Si vous disposez d'ouvrages ou d'articles de référence ou si vous connaissez des sites web de qualité traitant du thème abordé ici, merci de compléter l'article en donnant les références utiles à sa vérifiabilité et en les liant à la section « Notes et références ».
Johann Baptist Jakob Raunacher (parfois Rannacher ; 1705-1757) est un peintre autrichien. 

## Biographie
Johann Baptist Jakob Raunacher, né le 19 juillet 1705 à Völkermarkt et mort le 11 mars 1757 à Graz, a effectué des voyages d'études à Rome, Venise et en Allemagne. Il a épousé le 26 mai 1727 la fille du peintre Johann Grebitschitscher. Il est le père du peintre Johann Baptist Raunacher.

## Œuvre
- Elisabeth Rusterholzer mit ihren Enkeln Josef und Jakob, huile sur toile, 1746[5]
- Wunderbare Brotvermehrung (La Multiplication des pains), 3,47 × 10,2 m, huile, conservé au réfectoire des Minorites de Graz[6]
- Les retables de St. Johanneskirche à Dietmannsdorf (près de Trieben), 1732, lui sont attribués[7]
- Schachpartie (Partie d'échecs), 1755[8]
- Junges Paar in Landschaft[9]